# Иодид скандия
Иодид скандия — неорганическое соединение, соль металла скандия и иодистоводородной кислоты с формулой ScI3, бесцветные гигроскопичные кристаллы, растворимые в воде, образует кристаллогидрат.

## Получение
- Взаимодействие иода и скандия (экзотермическая реакция)

{\displaystyle {\mathsf {2Sc+3I_{2}\ {\xrightarrow {T}}\ 2ScI_{3}}}}
- Нагревание хлорида скандия в токе иодистого водорода:

{\displaystyle {\mathsf {ScCl_{3}+3HI\ {\xrightarrow {T}}\ 2ScI_{3}+3HCl}}}
- Нагревание оксида скандия с иодидом аммония:

{\displaystyle {\mathsf {Sc_{2}O_{3}+6NH_{4}I\ {\xrightarrow {T}}\ 2ScI_{3}+6NH_{3}+3H_{2}O}}}

## Физические свойства
Иодид скандия образует бесцветные кристаллы.
Растворяется в воде, этаноле, ацетоне, пиридине.
Из водных растворов выпадает кристаллогидрат состава ScI3•6H2O.

## Применение
Используется в наполнении металлогалогенных ламп для приближения спектра их излучения к белому цвету.